# Обсада на Ал Дириа
Обсадата на Ал Дириа се провежда в края на 1818 в края на Османско-саудитските войни от 1811-1818 г. по време на Египетската атака на Недж.
Когато силите на Ибрахим паша достигат гр. Ал Дириа - досами саудитската столица Рияд, Абдула I се опитва да защити столицата си с малобройна армия. След няколкомесечна обсада Абдула се предава на османците на 9 септември. Окован е и заедно с ковчежника и секретаря си е изпратен в Кайро. По-късно е изпратен в Истанбул, където, въпреки обещанието на Ибрахим за безопасност и застъпването на Мохамед Али за него, е осъден на смърт.
В края на 1818 г. Ибрахим се завръща в Кайро, прекратил всяка съпротива на Арабския полуостров и Османско-саудитската война. След това започва да води войните на османците срещу гърците.